# Добра-Кольонія
Добра-Кольонія (пол. Dobra-Kolonia) — село в Польщі, у гміні Пілиця Заверцянського повіту Сілезького воєводства.
Населення — 140 осіб (2011).
У 1975-1998 роках село належало до Катовицького воєводства.

## Демографія
Демографічна структура станом на 31 березня 2011 року:
|          | Загалом | Допрацездатний вік | Працездатний вік | Постпрацездатний вік |
| -------- | ------- | ------------------ | ---------------- | -------------------- |
| Чоловіки | 66      | 7                  | 46               | 13                   |
| Жінки    | 74      | 13                 | 44               | 17                   |
| Разом    | 140     | 20                 | 90               | 30                   |